# Hofanlage Magelsen 51

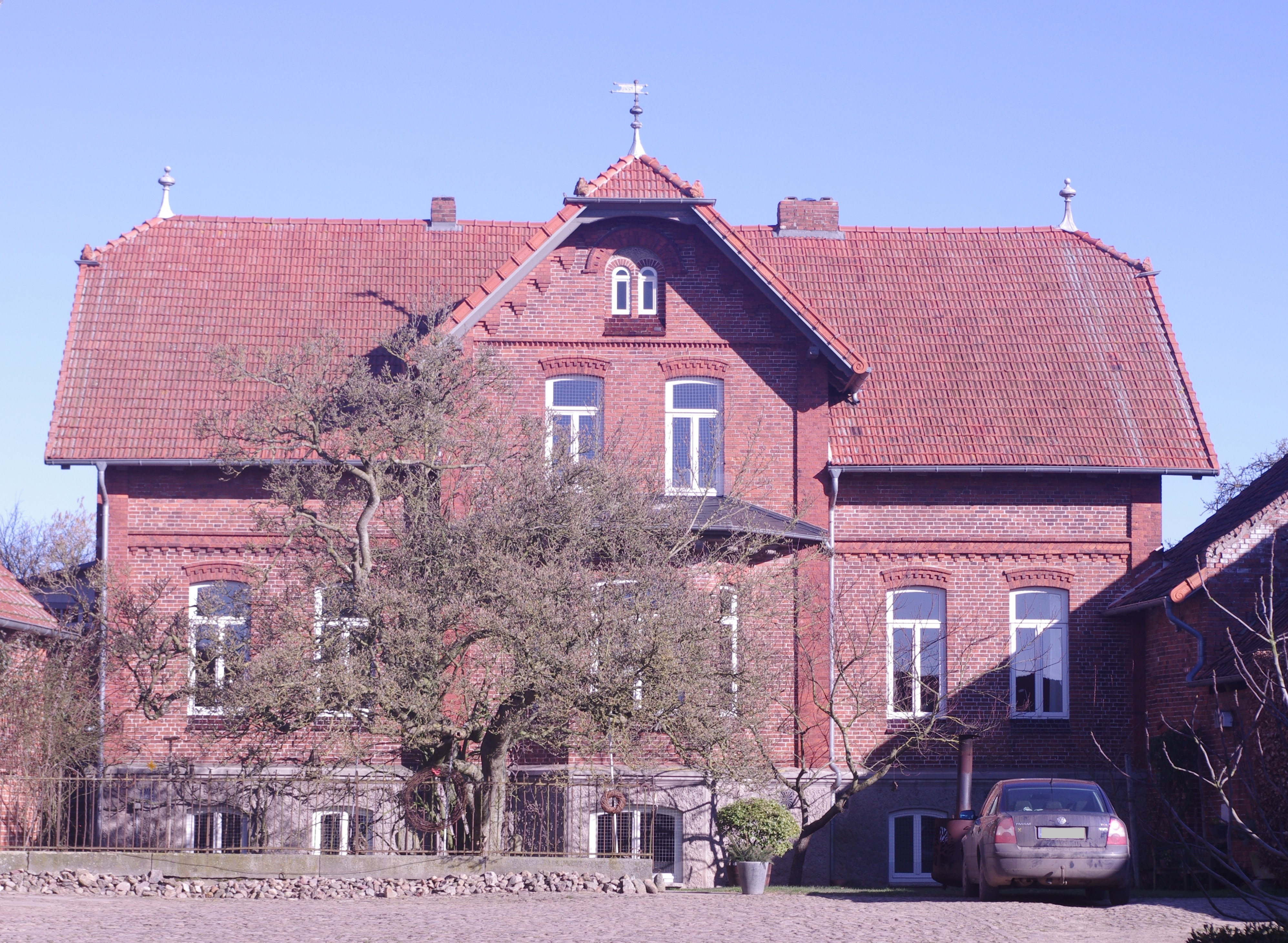
Wohnhaus

Die Hofanlage Magelsen 51 in Hilgermissen-Magelsen in der niedersächsischen Samtgemeinde Grafschaft Hoya stammt u. a. vom späten 19. Jahrhundert.
Aktuell (2023) wird die Anlage landwirtschaftlich genutzt.
Die Gebäude stehen unter Denkmalschutz (siehe auch Liste der Baudenkmale in Hilgermissen).

## Beschreibung
Die homogene Hofanlage auf einer früheren, zumeist abgetragenen Warft um einen trapezförmigen Hof besteht aus:
- dem eingeschossigen giebelständigen massiven verklinkerten Wohngebäude vom Ende des 19. Jahrhunderts auf Sockel mit hofseitigem Giebelrisalit und Krüppelwalmdächern, Segmentbogenöffnungen, Geschoss- und Trauffriesen sowie Ecklisenen,
- dem eingeschossigen massiven einfachen Wirtschaftsgebäude vom Ende des 19. Jahrhunderts auf Sockel mit Krüppelwalm,

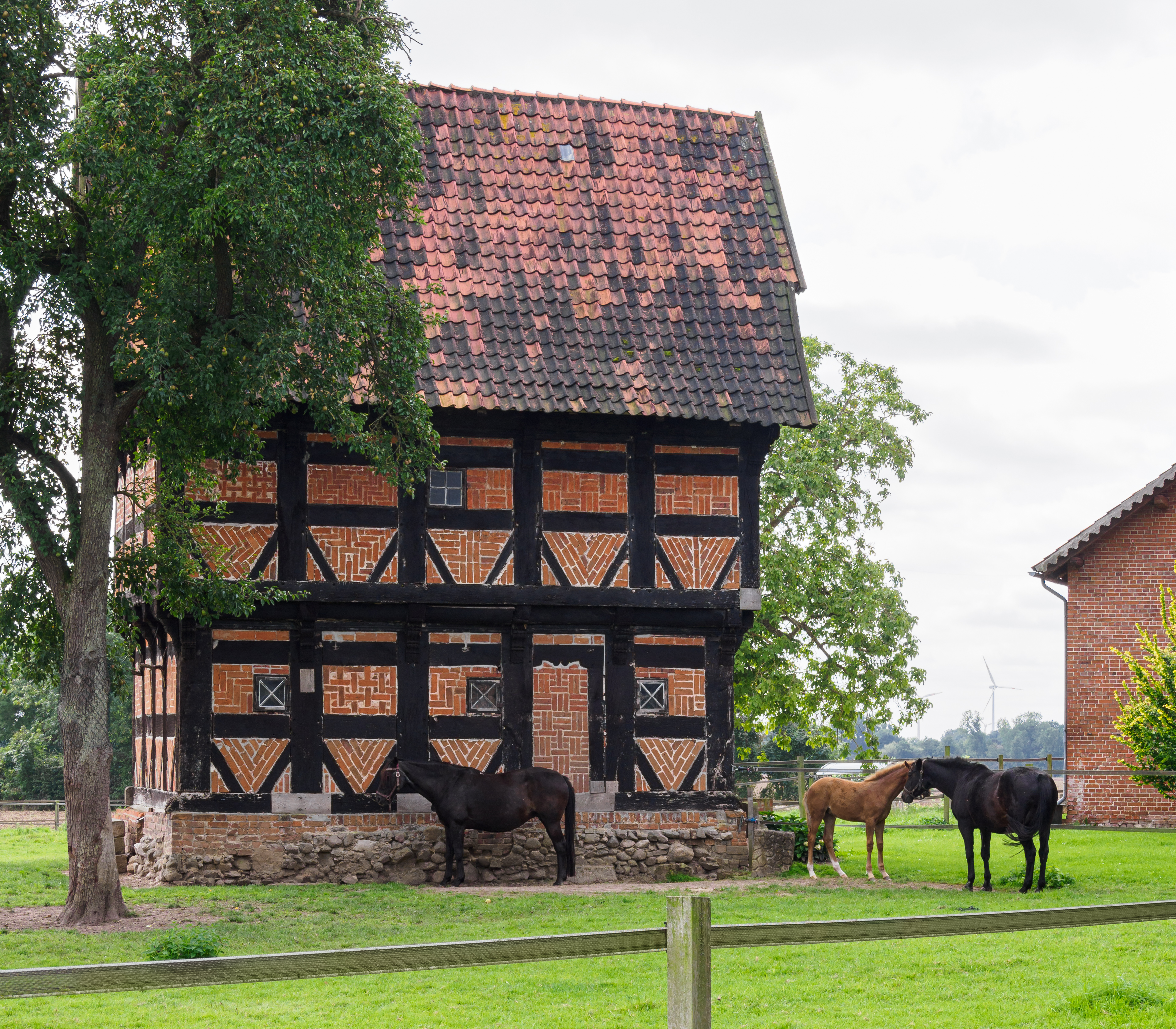
Speicher

- der massiven verklinkerten Scheune von 1867 auf Sockel mit Krüppel- und Walmdach und Rundbogenfenstern sowie Quereinfahrt, Geschoss- und Trauffriesen,
- dem alten neben dem Hof stehenden zweigeschossigen Speicher von 1621 in Fachwerk mit differenzierten Steinausfachungen und allseitig auskragendem Obergeschoss und zweifach auskragenden Giebel sowie Sockel und Satteldach,
- der massiven verklinkerten Remise vom 19. Jahrhundert auf Sockel mit Krüppelwalm sowie Geschoss- und Traufgesimsen,
- der teilweise zur Straßenseite umgebenden gemauerten Einfriedung mit Lisenengliederung
- sowie weiteren nicht denkmalgeschützten jüngeren Gebäuden.

Das Landesdenkmalamt befand: „… geschichtliche Bedeutung … durch beispielhafte Ausprägung einer homogenen Hofanlage des späten 19. Jahrhunderts in Massivbauweise …“